# James David Santini
James David Santini (Reno, 13 agosto 1937 – Rockville, 22 settembre 2015) è stato un politico e avvocato statunitense, membro della Camera dei Rappresentanti per lo stato del Nevada dal 1975 al 1983.

## Biografia
Jamed D. Santini nacque a Reno, in Nevada nell'agosto nel 1937. Nella sua città natale frequentò l'Università del Nevada-Reno dove fu anche membro della confraternita Alpha Tau Omega. Prima di entrare in politica esercitò la professione di avvocato e giudice di pace presso il tribunale distrettuale del Nevada. Nel 1974 sconfisse il deputato repubblicano David Towell con oltre il 55% delle preferenze, entrando così alla Camera dei Rappresentanti.  Santini fu poi successivamente rieletto fino alle elezioni del 1982. Al Congresso si configurò come un democratico dalle tendenze moderate e conservatrici.
Santini fu l'ultimo deputato a rappresentare l'intero stato alla Camera, infatti il distretto "at-large" a partire dal 1982 venne suddiviso in due distretti congressuali. Gli succedettero il democratico Harry Reid per il primo distretto e la repubblicana Barbara Vucanovich per il secondo.
Nel 1986 Santini annunciò il suo passaggio al Partito Repubblicano e con tale schieramento si candidò al Senato per il seggio lasciato libero in seguito al pensionamento di Paul Laxalt. Riuscì ad aggiudicarsi con una maggioranza schiacciante le primarie del partito, ma risultò sconfitto nelle elezioni generali da Harry Reid. Santini ottenne il 47% dei voti, contro il 53% di Reid.
Nel 1990, Santini e la sua famiglia apparvero come concorrenti nella versione serale di Family Feud.
Morì nel 2015 all'età di settantotto anni.